# Lijst van musea in Antwerpen (provincie)
Dit is een lijst van musea in de provincie Antwerpen. 

## Antwerpen
- 24/7 AUTOMATA StreetMuseum
- Bormshuis
- Braemhuis
- Bunkermuseum
- Chocolate Nation
- Eugeen Van Mieghem Museum
- Extra City Kunsthal
- Felixatelier
- Fotomuseum (FOMU)
- Heemmuseum De Kijkuit
- Het Steen
- Illusion
- Kantmuseum Sint-Carolus Borromeus
- Koninklijk Museum voor Schone Kunsten (KMSKA)
- Letterenhuis
- Maagdenhuis
- Maritiem openluchtmuseum Boeienweide
- Middelheimmuseum
- Mineralogisch Museum
- ModeMuseum (MOMU)
- Museum aan de Stroom (MAS)
- Museum De Reede
- Museum Mayer van den Bergh
- Museum op Schaal 1/7
- Museum Plantin-Moretus
- Museum van Hedendaagse Kunst (M HKA)
- Museum Vleeshuis
- Museum voor diamant, juwelen en zilver (DIVA)
- Nationaal Museum van Douane en Accijnzen
- Natuurhistorisch Museum Boekenberg
- Panamarenkohuis
- Poldermuseum
- Red Star Line Museum
- Rijn- en Binnenvaartmuseum
- Rubenshuis
- Snijders&Rockoxhuis
- Stampe en Vertongen Museum
- Vlaams Tram- en Autobusmuseum
- VolXmuseum
- Zoldermuseum Schaliënhoeve Berchem

### Gesloten
- Dagbladmuseum (1987-2011)
- Diamantmuseum (1972-2012)
- Etnografisch Museum (1952-2009)
- Lambotte Museum (2004-2023)
- Museum Ridder Smidt van Gelder (1950-1987)
- Museum voor de Vlaamse kunst (1930)
- Nationaal Scheepvaartmuseum (1926-2008)
- Natuurhistorisch Museum (1878-?)
- Oudheidkundig Museum (1862-1952)
- Volkskundemuseum (1958-2007)
- Zilvermuseum Sterckshof (1992-2018)
- Zoölogisch Museum (1844-1893)

## Baarle-Hertog
- Baarle's Museum

## Boom
- Brik Boom (vroegere Steenbakkerijmuseum EMABB (site Lauwers))
- Steenbakkerijmuseum 't Geleeg (site Frateur)

## Edegem
- Huis Hellemans

## Essen
- Bakkersmolen (bakkerijmuseum, stoommachinemuseum, windmolen en stoomcarrousel)
- Karrenmuseum

## Geel
- Gasthuismuseum

## Herentals
- Fraikinmuseum, gewijd aan beeldhouwer Charles Auguste Fraikin (1817-1893)
- Art Center Hugo Voeten

## Kalmthout
- Arboretum
- Bijenteeltmuseum
- Provinciaal Suske en Wiske-Kindermuseum

## Klein-Willebroek
- Harmonium Art museuM

## Laakdal
- Klompenmuseum Den Eik, Laakdal

## Lier
- Stadsmuseum Lier (schilderijen, zilver- en beeldhouwwerk)
- Het voormalig Timmermans-Opsomerhuis (1968-2018)
- Zimmertoren
- Huis van Oscar
- Abarth Works Museum

## Mechelen
- Kazerne Dossin
- Speelgoedmuseum
- Horlogeriemuseum
- Spoorwegmuseum De Mijlpaal
- Schepenhuis
- Stedelijk museum in het Hof van Busleyden
- Technopolis
- Brusselpoort
- Aartsbisschoppelijk Museum
- Koninklijke Manufactuur van Wandtapijten De Wit
- Sportimonium
- Koninklijke Beiaardschool Jef Denyn (inclusief museum)

## Mol
- Jakob Smitsmuseum

## Sint-Amands
- Provinciaal Museum Emile Verhaeren
- Gemeentelijk Kunsthuis en museum Romain De Saegher

## Sint-Katelijne-Waver
- Groentemuseum 't Grom

## Tongerlo
- Da Vinci-museum (verbonden aan de Abdij van Tongerlo)

## Turnhout
- Taxandriamuseum
- Nationaal Museum van de Speelkaart
- Begijnhof Turnhout